# (31309) 1998 FJ116
1998 أف جاي 116 (ويعرف أيضًا باسم (31309) 1998 أف جاي 116 وفق تسمية الكوكب الصغير) (بالإنجليزية: 1998 FJ116)‏ هو كويكب ضمن حزام الكويكبات؛ وترتيبه 31309 من حيث الاكتشاف.
اكتُشف هذا الجُرم الفلكي بواسطة بحث لنكولن عن الكويكبات القريبة من الأرض في 31 مارس 1998.

## وصلات خارجية
- (31309) 1998 FJ116 في قاعدة بيانات مختبر الدفع النفاث لأجرام النظام الشمسي الصغيرة

- الاكتشاف · مخطط المدار ·  العناصر المدارية · المعلمات المادية

- (31309) 1998 FJ116 على موقع ويكي سكاي: DSS2, SDSS, GALEX, IRAS, Hydrogen α, X-Ray, Astrophoto, Sky Map, Articles and images